# Rally van Nieuw-Zeeland 2005
De Rally van Nieuw-Zeeland 2005, formeel 36th Propecia Rally New Zealand, was de 36e editie van de Rally van Nieuw-Zeeland en de vierde ronde van het wereldkampioenschap rally in 2005. Het was de 395e rally in het wereldkampioenschap rally die georganiseerd wordt door de Fédération Internationale de l'Automobile (FIA). De start en finish was in Auckland.

## Programma
| Etappe | Datum            | Klassementsproeven | Competitieve afstand |
| ------ | ---------------- | ------------------ | -------------------- |
| 1      | Vrijdag 8 april  | 8                  | 129,14 kilometer     |
| 2      | Zaterdag 9 april | 8                  | 141,05 kilometer     |
| 3      | Zondag 10 april  | 4                  | 87,28 kilometer      |
|        |                  |                    |                      |
| Totaal | Totaal           | 20                 | 357,47 kilometer     |

## Resultaten
| Algemene top tien | Algemene top tien | Algemene top tien           | Algemene top tien           | Algemene top tien | Algemene top tien | Algemene top tien    | Algemene top tien    |
| Pos.              | #                 | Rijder                      | Auto                        | Gr/kl             | Tijd              | Eerste               | Punten               |
| Pos.              | #                 | Navigator                   | Inschrijving                | C                 | Straftijd         | Vorige               | Punten               |
| ----------------- | ----------------- | --------------------------- | --------------------------- | ----------------- | ----------------- | -------------------- | -------------------- |
| 1.                | 1                 | Sébastien Loeb              | Citroën Xsara WRC           | A8                | 3:34:51,6         | 0:00                 | 10                   |
| 1.                | 1                 | Daniel Elena                | Citroën Total               | C                 |                   | =                    | 10                   |
| 2.                | 7                 | Marcus Grönholm             | Peugeot 307 WRC             | A8                | 3:35:41,4         | + 49,8               | 8                    |
| 2.                | 7                 | Timo Rautiainen             | Marlboro Peugeot Total      | C                 |                   | + 49,8               | 8                    |
| 3.                | 5                 | Petter Solberg              | Subaru Impreza S11 WRC 05   | A8                | 3:36:00,3         | + 1:08,7             | 6                    |
| 3.                | 5                 | Phil Mills                  | Subaru World Rally Team     | C                 |                   | + 18,9               | 6                    |
| 4.                | 2                 | François Duval              | Citroën Xsara WRC           | A8                | 3:36:57,9         | + 2:06,3             | 5                    |
| 4.                | 2                 | Stéphane Prévot             | Citroën Total               | C                 |                   | + 57,6               | 5                    |
| 5.                | 8                 | Markko Märtin               | Peugeot 307 WRC             | A8                | 3:38:00,7         | + 3:09,1             | 4                    |
| 5.                | 8                 | Michael Park                | Marlboro Peugeot Total      | C                 |                   | + 1:02,8             | 4                    |
| 6.                | 3                 | Toni Gardemeister           | Ford Focus RS WRC 04        | A8                | 3:38:07,9         | + 3:16,3             | 3                    |
| 6.                | 3                 | Jakke Honkanen              | BP Ford World Rally Team    | C                 |                   | + 7,2                | 3                    |
| 7.                | 6                 | Chris Atkinson              | Subaru Impreza S11 WRC 05   | A8                | 3:39:28,8         | + 4:37,2             | 2                    |
| 7.                | 6                 | Glenn MacNeall              | Subaru World Rally Team     | C                 |                   | + 1:20,9             | 2                    |
| 8.                | 10                | Gigi Galli                  | Mitsubishi Lancer WRC 05    | A8                | 3:41:42,1         | + 6:50,5             | 1                    |
| 8.                | 10                | Guido D'Amore               | Mitsubishi Motors           | C                 |                   | + 2:13,3             | 1                    |
| 9.                | 14                | Manfred Stohl               | Citroën Xsara WRC           | A8                | 3:43:07,1         | + 8:15,5             |                      |
| 9.                | 14                | Ilka Minor                  | OMV World Rally Team        | A8                |                   | + 1:25,0             |                      |
| 10.               | 11                | Armin Schwarz               | Škoda Fabia WRC             | A8                | 3:45:09,6         | + 10:18,0            |                      |
| 10.               | 11                | Klaus Wicha                 | Škoda Motorsport            | C                 |                   | + 2:02,5             |                      |
| DNF top tien      |                   |                             |                             |                   |                   |                      |                      |
| Pos.              | #                 | Rijder                      | Auto                        | Gr/kl             | KP                | Reden                | Reden                |
| Pos.              | #                 | Navigator                   | Inschrijving                | C                 | KP                | Reden                | Reden                |
| DNF               | 4                 | Roman Kresta                | Ford Focus RS WRC 04        | A8                | 1                 | Ongeluk op shakedown | Ongeluk op shakedown |
| DNF               | 4                 | Jan Možný                   | BP Ford World Rally Team    | C                 | 1                 | Ongeluk op shakedown | Ongeluk op shakedown |
| DNF               | 9                 | Harri Rovanperä             | Mitsubishi Lancer WRC 05    | A8                | 20                | Mechanisch           | Mechanisch           |
| DNF               | 9                 | Risto Pietiläinen           | Mitsubishi Motors           | C                 | 20                | Mechanisch           | Mechanisch           |
| DNF               | 12                | Janne Tuohino               | Škoda Fabia WRC             | A8                | 18                | Mechanisch           | Mechanisch           |
| DNF               | 12                | Mikko Markkula              | Škoda Motorsport            | C                 | 18                | Mechanisch           | Mechanisch           |
| DNF               | 15                | Luis Pérez Companc          | Ford Focus RS WRC 04        | A8                | 7                 | Ongeluk              | Ongeluk              |
| DNF               | 15                | José Maria Volta            | BP Ford World Rally Team    | A8                | 7                 | Ongeluk              | Ongeluk              |
| DNF               | 37                | Mark Higgins                | Subaru Impreza WRX STi      | N4                | 20                | Brandstofpomp        | Brandstofpomp        |
| DNF               | 37                | Trevor Agnew                | Mark Higgins                | N4                | 20                | Brandstofpomp        | Brandstofpomp        |
| DNF               | 40                | Gabriel Pozzo               | Subaru Impreza WRX STi      | N4                | 20                | Remmen               | Remmen               |
| DNF               | 40                | Daniel Stillo               | Subaru Argentina Rally Team | N4                | 20                | Remmen               | Remmen               |
| DNF               | 43                | Angelo Medeghini            | Mitsubishi Lancer Evo VIII  | N4                | 17                | Rijder onwel         | Rijder onwel         |
| DNF               | 43                | Barbara Medeghini-Capoferri | Angelo Medeghini            | N4                | 17                | Rijder onwel         | Rijder onwel         |
| DNF               | 50                | Aki Teiskonen               | Subaru Impreza WRX STi      | N4                | 7                 | Motor                | Motor                |
| DNF               | 50                | Miika Teiskonen             | Syms Rally Team             | N4                | 7                 | Motor                | Motor                |
| DNF               | 63                | Dean Herridge               | Subaru Impreza WRX STi      | N4                | 10                | Ongeluk              | Ongeluk              |
| DNF               | 63                | William Hayes               | Subaru Rally Team Australia | N4                | 10                | Ongeluk              | Ongeluk              |
| DNF               | 65                | Jari-Matti Latvala          | Subaru Impreza WRX STi      | N4                | 9                 | Motor                | Motor                |
| DNF               | 65                | Miikka Anttila              | Jari-Matti Latvala          | N4                | 9                 | Motor                | Motor                |

| PWRC top drie | PWRC top drie | PWRC top drie |
| Pos.          | Rijder        | Pnt.          |
| ------------- | ------------- | ------------- |
| 1             | Xavier Pons   | 10            |
| 2             | Toshi Arai    | 8             |
| 3             | Marcos Ligato | 6             |

## Statistieken

#### Klassementsproeven
| Etappe | Datum    | KP | Starttijd | Naam            | Lengte   | Snelste rijder  | Tijd    | Gem. snelheid | Rallyleider    |
| ------ | -------- | -- | --------- | --------------- | -------- | --------------- | ------- | ------------- | -------------- |
| 1      | 8 april  | 1  | 9:53      | Parahi          | 25,33 km | Petter Solberg  | 12:59,5 | 116,98 km/u   | Petter Solberg |
| 1      | 8 april  | 2  | 10:46     | Batley 1        | 19,33 km | Marcus Grönholm | 10:30,7 | 110,33 km/u   | Petter Solberg |
| 1      | 8 april  | 3  | 11:14     | Waipu Gorge 1   | 11,24 km | Chris Atkinson  | 6:40,0  | 101,16 km/u   | Petter Solberg |
| 1      | 8 april  | 4  | 11:37     | Brooks 1        | 16,15 km | Marcus Grönholm | 9:45,0  | 99,38 km/u    | Sébastien Loeb |
| 1      | 8 april  | 5  | 13:33     | Batley 2        | 19,33 km | Sébastien Loeb  | 10:11,0 | 113,89 km/u   | Sébastien Loeb |
| 1      | 8 april  | 6  | 14:01     | Waipu Gorge 2   | 11,24 km | Sébastien Loeb  | 6:22,5  | 105,79 km/u   | Sébastien Loeb |
| 1      | 8 april  | 7  | 14:24     | Brooks 2        | 16,15 km | Sébastien Loeb  | 9:17,7  | 104,25 km/u   | Sébastien Loeb |
| 1      | 8 april  | 8  | 14:54     | Millbrook       | 10,45 km | Chris Atkinson  | 6:02,5  | 103,78 km/u   | Sébastien Loeb |
|        |          |    |           |                 |          |                 |         |               | Sébastien Loeb |
| 2      | 9 april  | 9  | 9:23      | Wairere         | 18,92 km | Sébastien Loeb  | 10:21,9 | 109,52 km/u   | Sébastien Loeb |
| 2      | 9 april  | 10 | 10:01     | Cassidy 1       | 15,78 km | Sébastien Loeb  | 9:07,3  | 103,80 km/u   | Sébastien Loeb |
| 2      | 9 april  | 11 | 10:24     | Bull 1          | 31,73 km | Petter Solberg  | 19:36,3 | 97,11 km/u    | Sébastien Loeb |
| 2      | 9 april  | 12 | 13:03     | Waipu Caves     | 21,35 km | Petter Solberg  | 11:39,5 | 109,88 km/u   | Sébastien Loeb |
| 2      | 9 april  | 13 | 13:39     | Cassidy 2       | 15,78 km | Sébastien Loeb  | 8:54,2  | 106,34 km/u   | Sébastien Loeb |
| 2      | 9 april  | 14 | 14:02     | Bull 2          | 31,73 km | Sébastien Loeb  | 18:58,7 | 100,31 km/u   | Sébastien Loeb |
| 2      | 9 april  | 15 | 19:30     | Manukau Super 1 | 2,10 km  | Petter Solberg  | 1:23,5  | 90,54 km/u    | Sébastien Loeb |
| 2      | 9 april  | 16 | 19:51     | Manukau Super 2 | 2,10 km  | Marcus Grönholm | 1:23,9  | 90,11 km/u    | Sébastien Loeb |
|        |          |    |           |                 |          |                 |         |               | Sébastien Loeb |
| 3      | 10 april | 17 | 9:03      | Te Hutewai      | 11,15 km | Marcus Grönholm | 7:52,4  | 84,97 km/u    | Sébastien Loeb |
| 3      | 10 april | 18 | 9:26      | Whaanga Coast 1 | 29,76 km | Marcus Grönholm | 21:31,8 | 82,84 km/u    | Sébastien Loeb |
| 3      | 10 april | 19 | 11:03     | Te Papatapu     | 16,39 km | Marcus Grönholm | 10:51,3 | 90,59 km/u    | Sébastien Loeb |
| 3      | 10 april | 20 | 11:36     | Whaanga Coast 2 | 29,76 km | Sébastien Loeb  | 20:44,7 | 86,07 km/u    | Sébastien Loeb |

| KP overwinningen | KP overwinningen |
| Rijder           | Aantal           |
| ---------------- | ---------------- |
| Sébastien Loeb   | 8                |
| Marcus Grönholm  | 6                |
| Petter Solberg   | 4                |
| Chris Atkinson   | 2                |

## Kampioenschap standen

#### Rijders
|   | Pos. | Rijder            | Pnt. |
| - | ---- | ----------------- | ---- |
| = | 1    | Petter Solberg    | 26   |
| 2 | 2    | Sébastien Loeb    | 25   |
| = | 3    | Markko Märtin     | 23   |
| 2 | 4    | Toni Gardemeister | 20   |
| = | 5    | Marcus Grönholm   | 20   |

#### Constructeurs
|   | Pos. | Constructeur             | Pnt. |
| - | ---- | ------------------------ | ---- |
| = | 1    | Malboro Peugeot Total    | 43   |
| 3 | 2    | Citroën Total            | 31   |
| 1 | 3    | Subaru World Rally Team  | 28   |
| 2 | 4    | BP Ford World Rally Team | 26   |
| 2 | 5    | Mitsubishi Motors        | 24   |

- Noot: Enkel de top 5-posities worden in beide standen weergegeven.